# Salsa albufera

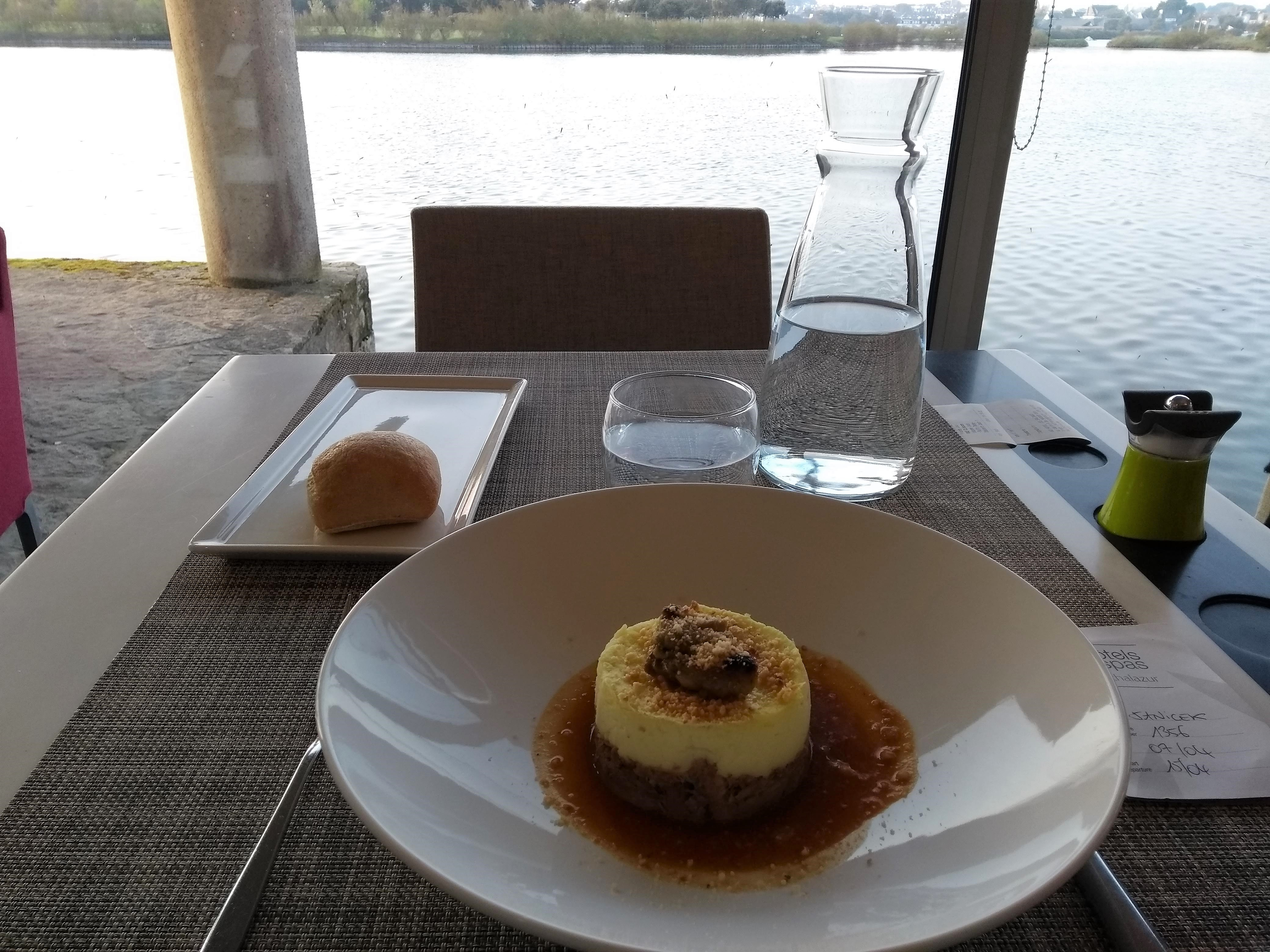
Parmentier de confit de pato con foie gras a la sartén y salsa Albufera

La salsa albufera es una preparación culinaria de la cocina francesa (denominada Sauce Albuféra). Se denomina así en honor del mariscal francés de Napoleón Bonaparte, el duque de la Albufera (Louis Gabriel Suchet). Se elabora a partir de una velouté (salsa suprema) a la que se añade un fondo oscuro concentrado (glaze de viande) y mantequilla aromatizada. Se suele emplear en la elaboración de platos que contienen aves, siendo uno de los más populares la Poularde Albufera elaborado con vol-au-vent.

## Concepto
La receta original es descrita por el gastrónomo francés Auguste Escoffier en su Le Guide Culinaire, que se resume en una velouté de ave refinado con nata y a la que se adiciona champiñones (Agaricus bisporus), un demi glace y mantequilla aromatizada con pimientos rojos. 

{\displaystyle \underbrace {Salsa\ Suprema} _{Velout{\acute {e}}}+Fondo\ oscuro\longmapsto Salsa\ Albufera}